# INSO Lemberg
Das Orchester INSO Lemberg (International New Symphony Orchestra Lemberg) wurde 1998 von Gunhard Mattes, Myroslav Skoryk und Volodymyr Syvokhip gegründet. Im Jahr 2010 ging das Orchester in die Trägerschaft des „Lviv Regional Philharmonic“ über.

## Geschichte
Das INSO Lemberg wurde 1998 unter dem Namen „Festspielorchester Lemberg“ gegründet. Die Gründung ging auf eine Initiative des Schweizer Dirigenten und Oboisten Gunhard Mattes, der als Kammermusiker beim Musikfestival in Lemberg aufgetreten war und dort mit Berufsmusikern und Musikerinnen aus Lemberg in Kontakt gekommen war, zurück. Mit Hilfe von Unterstützern aus der Schweiz wurde ein Orchester gegründet, dessen Ziel es vor allem war, junge, begabte Musiker zu fördern und ihnen eine dauerhafte Existenzgrundlage zu sichern. Als Grundstock diente das von Myroslav Skoryk geleitete Lemberger Kammerorchester. 
Das erste öffentliche Konzert fand am 21. Dezember 1998 in der Philharmonie Lwiw statt. 1999 erfolgte nach mehreren Auftritten das erste Engagement im Grand Hotel Dolder in Zürich. Dabei wurde der Grundstein zu einem Freundeskreis in der Schweiz gelegt. Dank der finanziellen Unterstützung einer Schweizer Stiftung konnten im Laufe der Jahre Instrumente angeschafft werden. DAS INSO Lemberg, zunächst als musikalisches humanitäres Hilfsprojekt konzipiert, entwickelte sich mit den Jahren zu einem „profilierten Sinfonieorchester“. Das INSO Lemberg unternahm regelmäßig eine alljährliche Auslandstournee  und spielte u. a. in Italien, Frankreich, Österreich, Deutschland, Polen, Portugal und Spanien. 2005 unternahm das INSO Lemberg eine Konzerttournee durch mehrere Städte Chinas. Im Mai 2006 spielte das INSO Lemberg unter dem Dirigenten Gunhard Mattes das Programm „Mozart and Friends“ in der Tonhalle Zürich. Im Mai 2008 spielte das INSO Lemburg in Zürich, Olten und Bern bei Konzerten, in denen die norwegische Trompeterin Tine Thing Helseth als Solistin verpflichtet war. Anlässlich seines 10-jährigen Bestehens gab das INSO Lemberg im Oktober 2008 in der Tonhalle Zürich ein Konzert unter dem Motto „10 Jahre Orchester INSO Lemberg“.
Das INSO Lemberg trat in verschiedenen Formationen bis 2009 auf. Nach einer Abschiedstournee mit Konzerten in der Tonhalle Zürich und im Kultur- und Kongresszentrum Luzern (KKL Luzern) im Mai 2009 wurde das Orchester aufgrund finanzieller Probleme Mitte 2009 aufgelöst. Im Juni 2009 spielte das INSO Lemberg sein letztes Konzert in der Tonhalle Wil.
2009 drehte die Schweizer Filmemacherin Gabriele Köstler-Kull einen Dokumentarfilm über den Dirigenten Gunhard Mattes und das INSO Lemberg mit dem Titel „Ein Orchester stirbt“. Der Film wurde im Oktober 2010 im KIWI-Kino in Winterthur uraufgeführt und anschließend auch im Kellertheater Bremgarten gezeigt.
Im August 2012 spielte das INSO Lemberg noch einmal bei einer Revival-Tournee in der Schweiz mit Auftritten beim Geneva Art Festival in Genf und in Zürich (Schützenhaus Albisgütli) das Programm „Hollywood Melodies“ mit Musik u. a. von Ennio Morricone, Nino Rota, Henry Mancini und Andrew Lloyd Webber.
Mit Gunhard Mattes als Dirigent spielte das INSO Lemberg den Soundtrack zu dem Schweizer Kinofilm „Ricordare Anna“ (2005; mit Mathias Gnädinger in der Hauptrolle) ein. Außerdem erschienen mehrere Einspielungen mit dem INSO Lemberg auf CD, u. a. Klavierkonzerte von Wolfgang Amadeus Mozart, Franz Xaver Mozart, Ludwig van Beethoven und Robert Schumann.

## Diskographie
- Robert Schumann: Konzert für Klavier und Orchester in A-Moll. Op. 54. Novalis 150 194-2.
- Ludwig van Beethoven: Konzert für Klavier und Orchester Nr. 6 in D-Dur. Op. 61a (Klavierbearbeitung des Violinkonzerts, Op. 61). Novalis 150 194-2.
- Wolfgang Amadeus Mozart: Klavierkonzert Nr. 21 in C-Dur, KV 467. Novalis 150 191-2.
- Ludwig van Beethoven: Klavierkonzert Nr. 3 in C-Moll, Op. 37. Novalis 150 191-2.
- Pjotr Iljitsch Tschaikowski: „S’Dornrösli“. Musikalisches Märchen für Sprecher (Jörg Schneider) und Orchester. Produzent: INSO GmbH, Gunhard Mattes.
- Franz Xaver Mozart: Klavierkonzert Nr. 1 in C-Dur, Op. 14. Novalis 150 171-2.
- Franz Xaver Mozart: Klavierkonzert Nr. 2 in Es-Dur, Op. 25. Novalis 150 171-2.
- diverse Komponisten: Encores! Berühmte Zugabestücke für Orchester. Novalis 150 183-2.
- diverse Komponisten: Katzenduett. Highlights aus Oper und Konzert. Maya Schaufelbühl (Flöte), Gunhard Mattes (Oboe), Naoki Kitaya (Orgel), Erwin Bucher (Schlagzeug). FK970414
- Antonio Vivaldi: Concertos for Flute & Oboe. Novalis 150 182-2.
- Yasmine Tamara: Tranquil. Universal Music 038 563-2
- Pippo Pollina: Racconti brevi! Musikvertrieb AG.

## Filmographie
- Ein Orchester stirbt. Musikalischer Dokumentarfilm von Gabriele Köstler-Kull über den Schweizer Dirigenten Gunhard Mattes
- Hollywood Melodies. Livekonzert aus der Victoria Hall in Genf. In the honor of the 10th anniversary of Téléthon. Yasmine Tamara (Gesang), Matthaios Tsahourides Pontik (Lyra), John Woolloff (Gitarre), Yvan Rougny (Bass), Bartosz Mucha (Gitarre), Orchester INSO Lemberg, Dirigent Gunhard Mattes.
- Ricordare Anna – Ein Vater, seine Tochter, ihre wahre Geschichte. Film von Walo Deuber. Mit Mathias Gnädinger, Bibiana Beglau und Pippo Pollina in den Hauptrollen. Soundtrack: Orchester INSO Lemberg, Dirigent Gunhard Mattes. 96 Min.
- 1. Tournee durch die Ukraine. Dokumentarfilm. Goldwind Production.
- Den Tönen des Festspiel Orchesters Lemberg auf der Spur. Film von Hans Heinrich Schellenberg (1999).